# Čaglići
Čaglići su naseljeno mjesto u sastavu općine Tešanj, Federacija Bosne i Hercegovine, BiH.

## Stanovništvo
| Čaglići            |              |
| godina popisa      | 1991.        |
| Muslimani          | 626 (96,90%) |
| Srbi               | 16 (2,47%)   |
| Hrvati             | 0            |
| Jugoslaveni        | 0            |
| ostali i nepoznato | 4 (0,61%)    |
| ukupno             | 646          |

Čaglići kao samostalno naseljeno mjesto postoje od popisa 1991. godine. Ranije su se nalazili u sastavu naselja Jablanica.